# 塔夫脫維爾 (康乃狄克州)
塔夫脫維爾（英語：Taftville）是位於美國康乃狄克州新倫敦縣的一個村落。該地的面積和人口皆未知。

## 地理
塔夫脫維爾的座標為41°34′04″N 72°02′57″W / 41.56778°N 72.04917°W，而該地的平均海拔高度為66米（即217英尺）。